# She Wants Me
She Wants Me é um filme estrelado por Hilary Duff e Josh Gad, sendo escrito e dirigido por Rob Margolies.

## Produção
Sam (Josh Gad) é um jovem escritor que está trabalhando no roteiro de seu próprio filme, o qual tentará vender para sair do buraco e do anonimato. O jovem promete o personagem protagonista para sua namorada Sammy (Kristen Ruhlin), porém uma consagrada atriz hollywoodiana, Kim Powers (Hilary Duff), se interessa por seu roteiro, oferecendo a Sam a chance de tornar-se tudo que sempre sonhou em troca do papél principal..

### Elenco
- Josh Gad como Sam Baum[3][4]
- Hilary Duff como Kim Powers[3]
- Kristen Ruhlin como Sammy[3]
- Charlie Sheen como Ele mesmo
- Aaron Yoo como Max
- Debra Jo Rupp como Ruth Baum
- Wayne Knight como Walter Baum
- Johnny Messner como John
- Melonie Diaz como Gwen
- Brit Morgan como Carly
- Ellen Albertini Dow como Elma
- Alex Solowitz comoDrew
- Joel Michaely como Lloyd
- Jillian Barberie como Barbara Bernhardt
- Louise Linton como Jessica
- Brian Kubach como Joe Stunner
- Curt Lowens como Vovô Arnie
- Teddy Lane Jr. como Tyson
- Ida Darvish como Helen
- Joshua LeBar como Richard
- Michael Leone como Noah
- Tenille Houston como Erica
- Delfina Alden como Natasha
- Janna VanHeertum como Marissa
- Elizabeth Brissenden como Molly
- Melanie Booth como Ashley Ayers
- Sasha Stuber como Jane
- Shannon Theule como Nate
- Tony Repinski como Stan
- Vanessa Nachtmann como Tori
- Zack Tiegen como Adam
- Bruce Wayne Eckelman como Bill (pai de John)
- Sarah Leners como 6ª namorada de Sam
- Cat Navarro como 9ª namorada de Sam
- Catherine Masters como 11ª namorada de Sam
- Mary Jo Gruber como 16ª namorada de Sam
- Marisa Baram como Bonnie
- Charlene Yang como Mayumi